# Caudron C.860
Le Caudron C.860 est un monoplan monomoteur et monoplace commandé à la Société des avions Caudron par le gouvernement français comme avion de communication longue distance. Volant pour la première fois en 1938, il devait également établir des records de vitesse et d'altitude, mais le déclenchement de la Seconde Guerre mondiale a mis fin aux développements.

## Spécifications
Le Caudron C.380 était motorisé par un moteur Renault 6Q-03, un six-cylindres en ligne inversé refroidis par air de 9,5 L de cylindrée fournissant 180 kW (240 ch). Il pouvait être suralimenté à 2 000 m. Il entraînait une hélice bipale métallique Ratier à pas variable à entraînement électrique.